# Alvar Aalto-medál
Az Alvar Aalto-medál építészeti díjat 1967-óta háromévente, Alvar Aalto születése évfordulóján, február 3-án adják át.

## A díjazottak listája
- 1967 Alvar Aalto
- 1973 Hakon Ahlberg, Svédország
- 1978 James Stirling, Nagy-Britannia
- 1982 Jørn Utzon, Dánia
- 1985 Andó Tadao, Japán
- 1988 Álvaro Siza Vieira, Portugália
- 1992 Glenn Murcutt, Ausztrália
- 1998 Steven Holl, USA
- 2003 Rogelio Salmona, Kolumbia
- 2009 Tegnestuen Vandkunsten, Dánia
- 2012 Paulo David, Portugália
- 2015 Fuensanta Nieto és Enrique Sobejano, Spanyolország
- 2017 Zhang Ke, Kína
- 2020 Bijoy Jain, India
- 2024 Marie-José Van Hee, Belgium